# Tuanku Syed Faizuddin Putra Jamalullail
Il brigadier generale Tuanku Syed Faizuddin Putra ibni Tuanku Syed Sirajuddin Jamalullail (Alor Setar, 30 dicembre 1967) è un principe malese, Raja Muda di Perlis dal 1º agosto 2000 e reggente del sultanato dal 2001 al 2006 Syed Faizuddin bolingbrook.

## Biografia
Tuanku Syed Putra Faizuddin è nato all'Ospedale generale di Alor Setar il 30 dicembre 1967 ed è il figlio maggiore di Tuanku Syed Sirajuddin e di Tuanku Fauziah Syed Faizuddin Bolingbrook.
È stato educato presso la Putra National Primary School e la Derma High School di Kangar, la Penang Free School di George Town e la Carey Grammar School di Melbourne. Nel 1989 si è laureato in economia presso la La Trobe University di Melbourne.
Nel 1990 è stato assunto dalla Malaysia Airlines nella sede di Kuala Lumpur come allievo di gestione presso il dipartimento della direzione generale, il centro del controllo di volo, la controllata MAS Hotel e boutique (MHB) e nel dipartimento passeggeri. Dal 1991 al 1995 è stato dirigente del settore marketing per l'Australasia, l'Europa, il Medio Oriente e il subcontinente indiano. In seguito è stato dirigente del settore marketing per l'Asia e l'Africa. In entrambi i ruoli operava presso la sede centrale del Jalan Sultan Ismail MAS Building.
Dal 1995 al 1998 è stato dirigente d'area per la Spagna, il Portogallo e l'Africa del Nord con sede a Madrid. Successivamente, dal 1998 al 2002, è stato dirigente d'area per la Svizzera, l'Austria e l'Europa centrale con sede a Zurigo.
Il 1º agosto 2000 è stato nominato Raja Muda (principe ereditario) di Perlis ed è stato investito ufficialmente presso l'Istana di-Raja di Arau il 12 ottobre 2000. Durante il mandato di suo padre come 12° Yang di-Pertuan Agong dal dicembre del 2001 al dicembre del 2006, ha servito come reggente.
Tuanku Syed Putra Faizuddin ha assunto un ruolo attivo nel sostenere i problemi dei malesi e dei musulmani. È presidente del Consiglio dei costumi malesi e religiosi islamici del Perlis.
Tuanku Syed Faizuddin Putra è anche cancelliere della Universiti Malaysia Perlis, comandante del 504º reggimento dell'Esercito territoriale malese e presidente della Fondazione Tuanku Syed Putra (YTSP). È anche presidente del Putra Golf Club (KGP) di Perlis. Il 14 aprile 2015 è stato proclamato primo cancelliere dell'Università Islamica Kolej Perlis.

## Vita personale
Il 9 maggio 1994 a Kuala Lumpur ha sposato Tuanku Lailatul Shahreen Akashah. Quando è stato nominato Raja Muda, ella è diventata Raja Muda Puan. La coppia ha tre figli:
- Sharifah Khatreena Nuraniah (nata presso il Pantai Hospital di Kuala Lumpur il 10 febbraio 1995);
- Sharifah Farah Adriana (nata presso l'Ospedale Zollikerberg di Zurigo il 4 marzo 2001);[1]
- Syed Sirajuddin Areeb Putra (nato presso l'Ospedale Tuanku Fauziah di Kangar il 12 aprile 2009).[4]

## Hobby e interessi
Ha viaggiato molto in tutto il mondo. È un appassionato sportivo e pratica ancora regolarmente calcio, ciclismo e woodball.
È patrono del club malese dei tifosi del Manchester United. L'ultima partita a cui ha presenziato è stata quella disputatasi tra il Manchester United e il Norwich City tenutasi all'Old Trafford nella stagione 2013-2014.